# اتحاد اللجان الأولمبية الوطنية
اتحاد اللجان الأوليمبية الوطنية (أنوك) (بالإنجليزية: Association of National Olympic Committees)‏ واختصرها (ANOC) هي منظمة دولية تجميع بين اللجان الأوليمبية الوطنية الحالية المعترف بها من قبل اللجنة الأولمبية الدولية واللجان الأولمبية الوطنية التي لا تعترف بها اللجنة الأولمبية الدولية ولكنها معترف بها من قبل الرابطات القارية هي الأعضاء المنتسبون إليها (عددها 8 دول).
أنشئت في يونيو 1979 أثناء الجمعية التأسيسية التأسيسية في سان خوان، بورتوريكو، والغرض من المنظمة هو أن تدير اللجنة الأوقيانوغرافية الحكومية الدولية الشؤون العامة للجان الأوليمبية الوطنية، وأن تقدم لهم الدعم والمشورة والتعاون والتوصيات المتعلقة بتنميتها.

## الأعضاء
وينتمي أعضاؤها إلى إحدى الرابطات القارية الخمس التالية:
| القارة   | الاتحاد القاري                                    | تاريخ التأسيس |
| -------- | ------------------------------------------------- | ------------- |
| أفريقيا  | رابطة اللجان الأولمبية الوطنية في إفريقيا (ANOCA) | 1981          |
| أمريكتان | منظمة الاتحادات الرياضية الأمريكية(PASO)          | 1940          |
| آسيا     | المجلس الأولمبي الآسيوي (OCA)                     | 1982          |
| أوروبا   | اللجنة الأولمبية الأوروبية (EOC)                  | 1968          |
| Oceania  | اتحاد اللجان الأولمبية في الأوقيانوس (ONOC)       | 1981          |

## الرؤساء
| م  | الأسم                        | الدولة  | الفترة                        |
| -- | ---------------------------- | ------- | ----------------------------- |
| 1. | ماريو فاسكيز رانا            | المكسيك | 26 يونيو 1979 - 13 أبريل 2012 |
| 2. | الشيخ أحمد فهد الأحمد الصباح | الكويت  | أبريل 2012 - حتى الآن         |

## روابط خارجية
- الموقع الرسمي